# KS Burreli
Der Klubi Sportiv Burreli ist ein albanischer Fußballverein in der Stadt Burrel. Zurzeit spielt der Verein in der Kategoria e parë, der zweithöchsten albanischen Liga. Seine Heimspiele absolviert der Verein im Liri-Ballabani-Stadion, welches rund 2.500 Zuschauern Platz bietet.

## Geschichte
Im Jahre 1952 wurde der Verein unter dem Namen KS 31 Korriku Burrel gegründet. In der Saison 1981/82 spielte der Verein zum ersten Mal in der höchsten Liga. 
In der Saison 2006/07 wurde KS Burreli ausgeschlossen und belegte somit den letzten Platz in der Kategorie e parë, nachdem nach einem Meisterschaftsspiel ein Verbandsdelegierter in der Kabine zusammengeschlagen wurde. In der Saison 2007/08 spielte der Verein deswegen in der Kategoria e dytë, der dritten Liga. In der nächsten Saison gelang dem Verein bereits wieder der Aufstieg in die Kategoria e parë.

## Bekannte Spieler
- Emanuel Ezerioha
- Henri Gjoni
- Viktor Ambrose